# Asago-Kunstwald

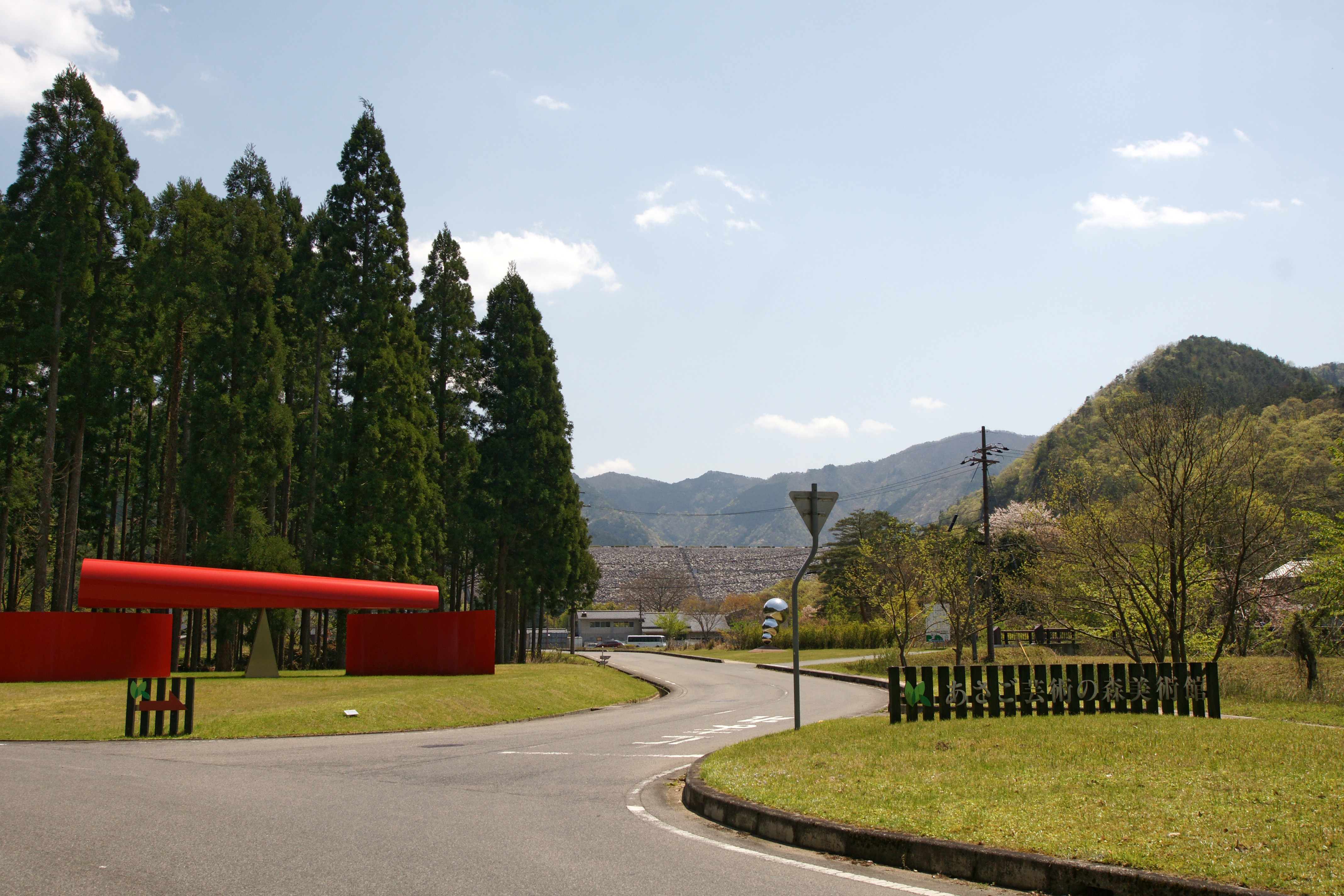
Der Asago-Kunstwald und das Asago-Kunstdorf am Tataragi-Staudamm

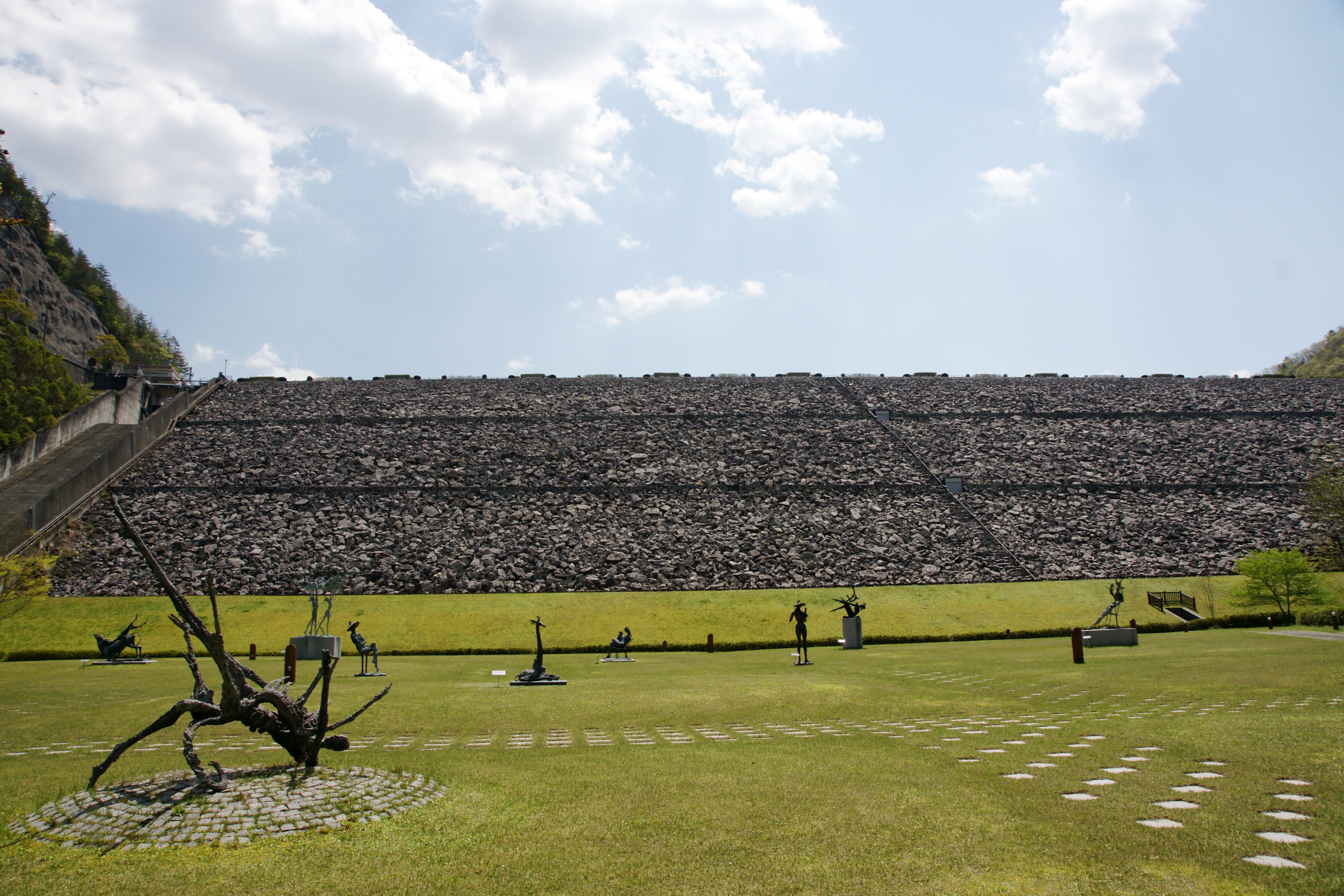
Das Asago-Kunstdorfmuseum

Der Asago-Kunstwald (jap. あさご芸術の森; Asago geijutsu no mori, eng. Asago Art Village) stellt moderne Skulpturen der heutigen Bildhauerei bei der japanischen Stadt Asago in der Präfektur Hyōgo der Region Kansai aus.

## Gesamtkomplex
Der zehn Hektar große Park liegt in Tataragi-Tal beim Okutataragi-Pumpspeicherkraftwerk im Osten von Asago, der 2001 für die Öffentlichkeit 2001 geöffnet wurde. Im Skulpturenpark befindet sich eine Dauerausstellung von Skulpturen und es findet eine regelmäßig stattfindende Asago-Freiluft-Skulpturenausstellung statt. Die Parkanlage wurde in einer Vorbereitungszeit von acht Jahren angelegt. In dem vormaligen Büro der Kansai Electric Power Company, die an der Anlage liegt ist ein Museum für Skulpturen realisiert worden, das Asago-Kunstdorf-Museum, zudem befindet sich in dem nahegelegenen Asago-Ökopark ein Konzertpodium.

## Fotogalerie

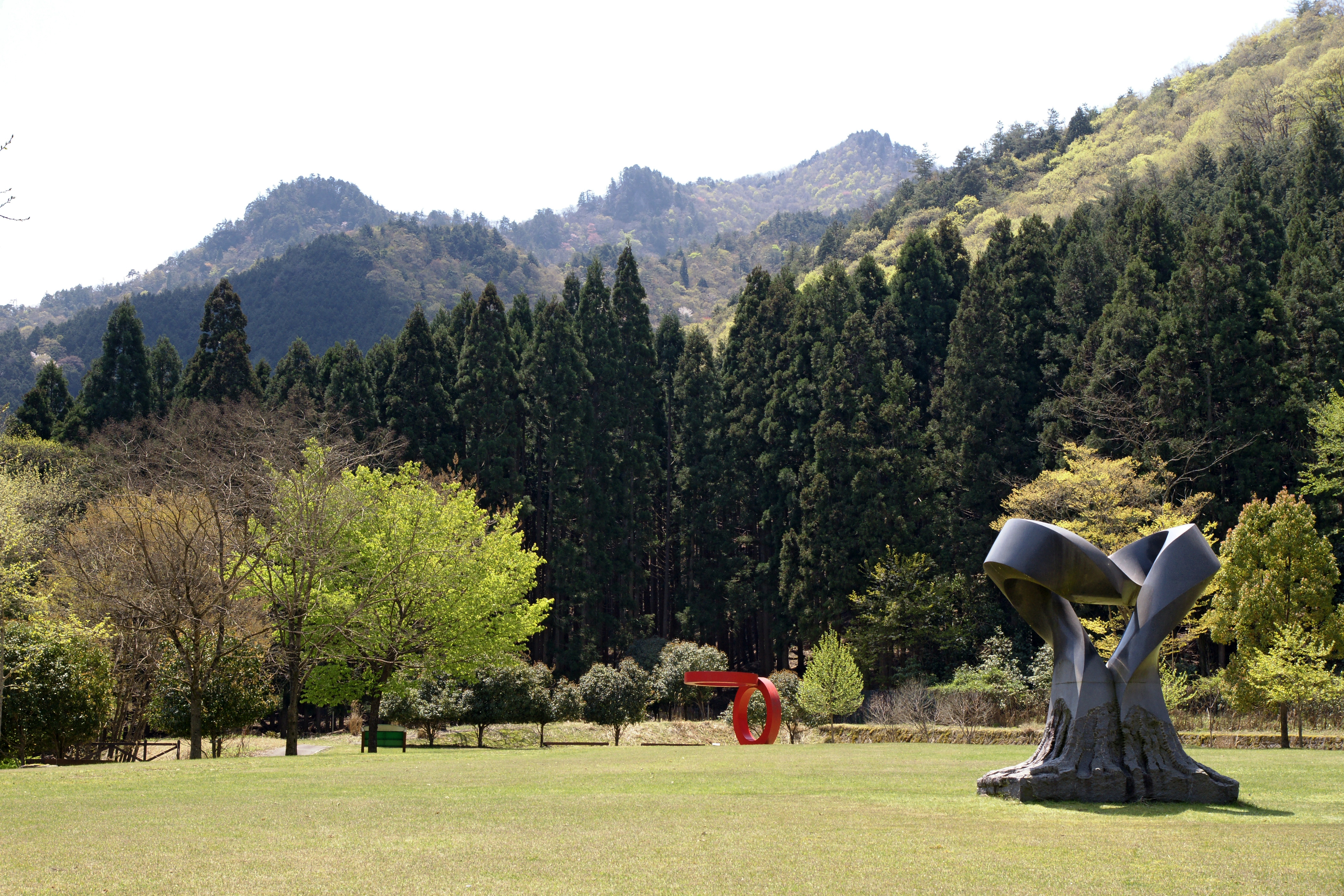
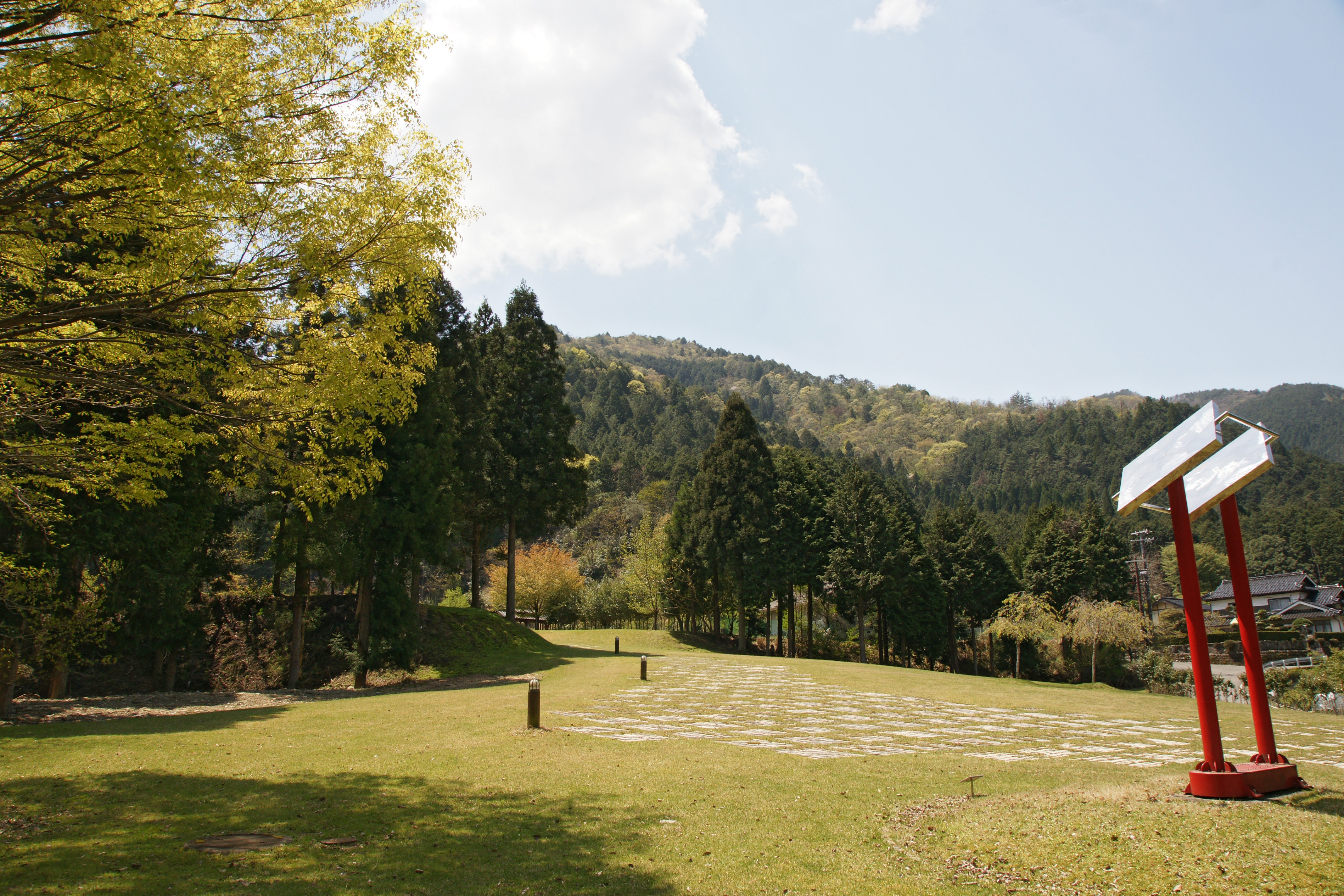
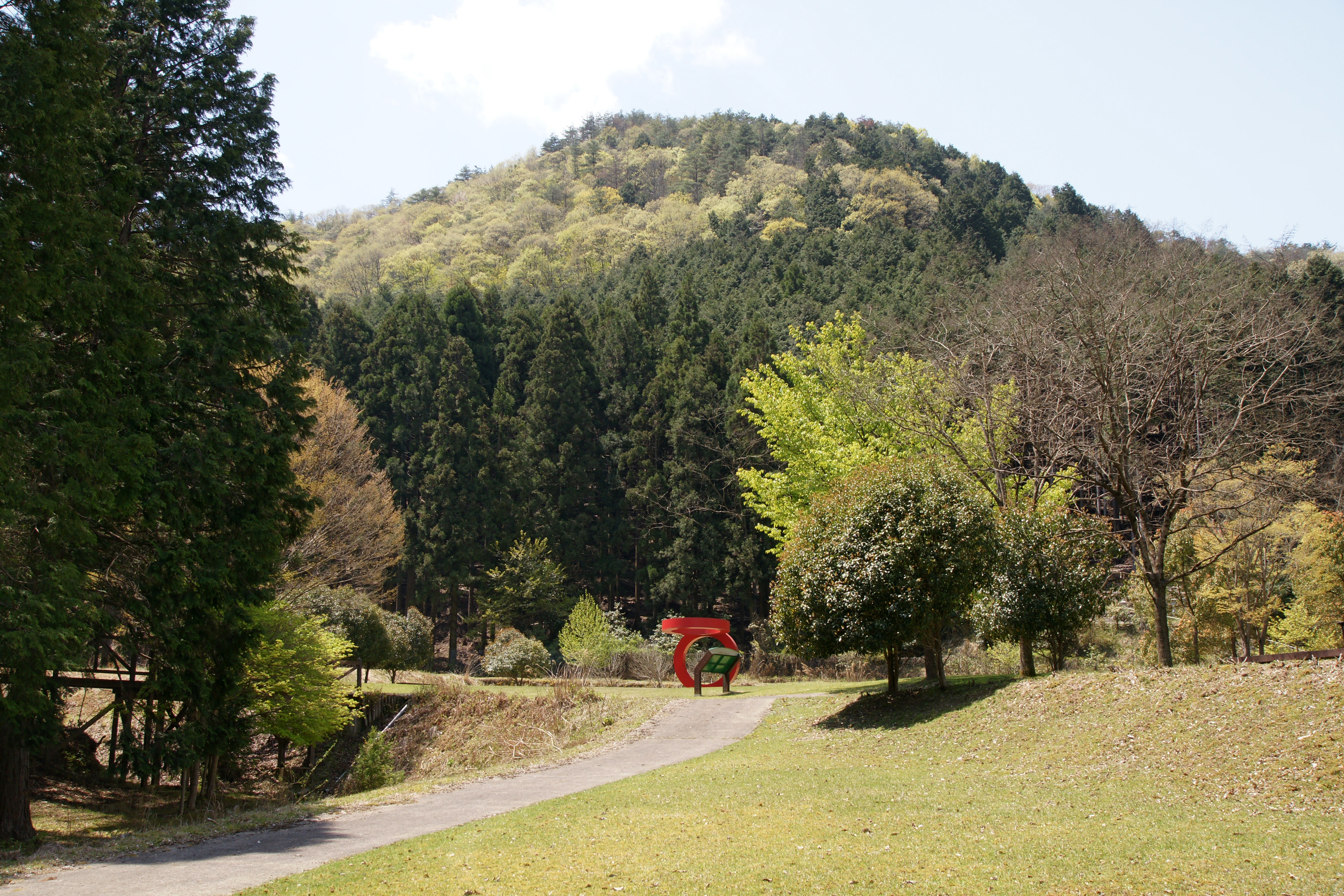
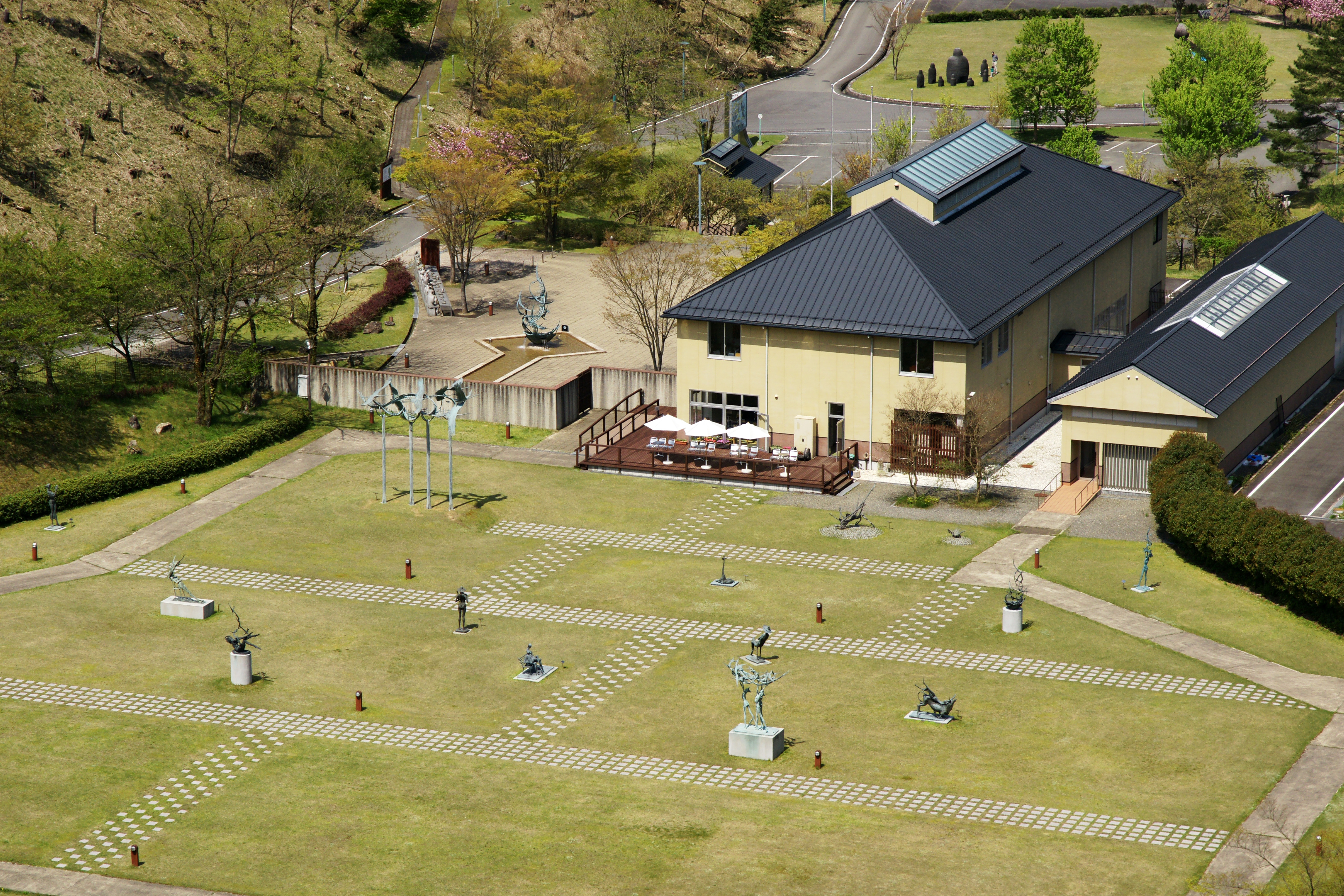

Koordinaten: 35° 14′ 18,7″ N, 134° 49′ 47,7″ O